# FC Nouadhibou

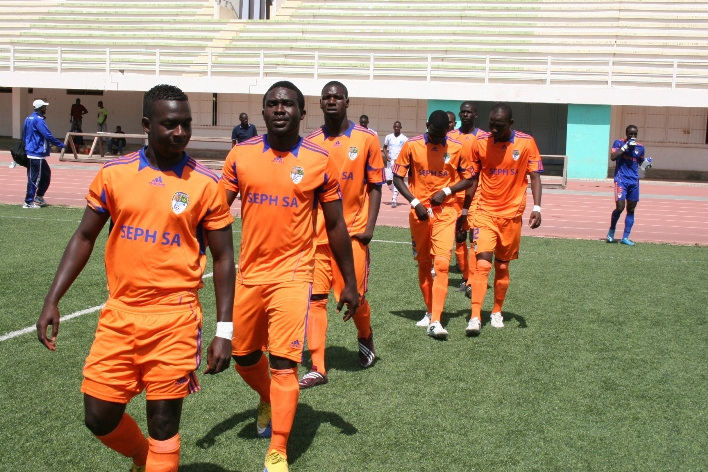
Membres de FC Nouadhibou.

El Football Club Nouadhibou (àrab: نادي نواذيبو لكرة القدم, Nādī Nuwāḏībū li-Kurat al-Qadam, ‘Club de Futbol de Nouadhibou’), conegut també com a FC Nouadhibou (àrab: أف سي نواذيبو, Af Sī Nuwāḏībū, ‘FC Nouadhibou’), és un club de futbol maurità de la ciutat de Nouadhibou.

## Palmarès
- Lliga mauritana de futbol:[4]
  - 2001, 2002, 2011, 2013, 2014, 2017-18, 2018-19, 2019-20, 2020-21, 2021-2022, 2022-23, 2023-24, 2024-25
- Copa mauritana de futbol:[5]
  - 2004, 2008, 2017, 2018
- Copa de la Lliga mauritana de futbol:
  - 2015, 2019
- Supercopa mauritana de futbol:
  - 2011, 2013